# Ailanthus fordii
Ailanthus fordii là một loài thực vật có hoa trong họ Thanh thất. Loài này được Noot. mô tả khoa học đầu tiên năm 1963.